# Pollicoltura

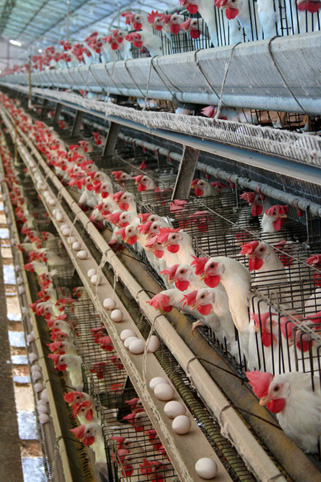
Ovaiole allevate in gabbia (Brasile)

La pollicoltura (o anche pollicultura) è l'attività consistente nell'allevamento di polli o galline per la produzione di carne, uova o animali vivi (pulcini o riproduttori). Può essere praticata in ambito rurale e familiare oppure su vasta scala, mediante la pratica dell'allevamento intensivo in uso in vari paesi del mondo.

## Allevamento di galline ovaiole
Esistono vari tipi di allevamento delle galline ovaiole, cioè destinate alla produzione di uova ad uso commerciale:
- allevamento in gabbie
- allevamento in gabbie modificate o arricchite
- allevamento a terra
- allevamento all'aperto (free range)
- allevamento biologico

Nell'allevamento in gabbia convenzionale, o in batteria, le galline vengono sistemate in strutture metalliche, dette stie, di 40 cm di altezza e 550 cm2 di superficie piana leggermente inclinata, servite da mangiatoie (10 cm disponibili per capo) e abbeveratoi a rifornimento automatico. Le gabbie sono sovrapposte in 4-5 livelli ed ognuna contiene 5 animali con una densità di popolazione di 22 animali per metro quadrato.
La direttiva CE 99/74 mette di fatto al bando questo sistema di allevamento entro il 2012. Dal 5 ottobre 2003 tutti i nuovi impianti per allevamento in batteria devono allestire gabbie modificate o arricchite con una superficie di 750 cm2, un'altezza di almeno 45 cm, posatoi con almeno 15 cm disponibili per capo, 12 cm di mangiatoia disponibili a pollo, almeno 2 abbeveratoi e un nido per gabbia, una lettiera per razzolare e dispositivi per il taglio delle unghie che non possono usurarsi da sole senza sufficiente razzolamento. Le gabbie devono essere separate da corridoi larghi almeno 90 cm. Viene inoltre vietata ogni tipo di mutilazione ad eccezione del debecaggio nelle gabbie affollate per prevenire il cannibalismo.
Gli altri tipi di allevamento diversi dalla gabbia sono chiamati sistemi alternativi.
Nell'allevamento a terra le galline vivono libere in capannoni a diversi livelli (da 1 a 4) con un nido ogni 7 animali e dove si trovano le mangiatoie e gli abbeveratoi.
Il capannone a piano singolo è il sistema più comune, composto da un pavimento grigliato inclinato al di sotto del quale si trova la fossa biologica di raccolta delle deiezioni; la densità è di circa 10 capi per m2.
Gli aviari si estendono invece in altezza con più piani aperti sovrapposti al di sotto dei quali si trova il pavimento grigliato. La densità può raggiungere i 20 capi per m2.

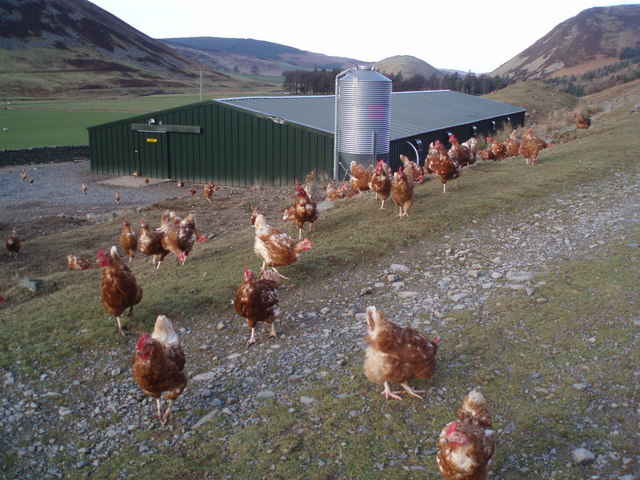
Ovaiole allevate all'aperto (Regno Unito)

Nell'allevamento all'aperto (free range) le galline hanno a disposizione un ricovero al riparo dalle intemperie, con mangiatoie ed abbeveratoi, ed uno spazio aperto dove razzolare. Anche in questo caso la densità di popolazione è minore, ma la mortalità è leggermente più alta rispetto all'allevamento in gabbia con una minore produzione di uova.
L'allevamento biologico è simile all'allevamento all'aperto, ma segue un proprio disciplinare di produzione che prevede l'utilizzo di razze di galline rustiche (preferibilmente autoctone provenienti esclusivamente da allevamenti biologici). La densità di popolazione non deve essere superiore ai 6 animali per m2 nel ricovero (max 3000 ovaiole/ricovero) e devono avere accesso ad un parchetto esterno (4/m2 per capo) per almeno 1/3 della loro vita. Gli spazi esterni possono prevedere zone d'ombra e macchie di vegetazione per il riparo contro i predatori. L'alimentazione deve essere effettuata con mangimi biologici, in genere cereali.
Rispetto all'allevamento convenzionale in gabbia, i tipi di allevamento alternativo (a terra, all'aperto, biologico) presentano alcuni vantaggi:
- maggiore spazio per esprimere le forme comportamentali tipiche (razzolare, stendere e allargare le ali, tolettarsi, girarsi, arruffare le penne, ecc.);
- ossa più robuste;
- maggiore facilità di ispezione delle galline;
- condizioni ambientali con minori livelli di ammoniaca e polveri (per gli allevamenti all'aperto e biologici).

Gli svantaggi invece sono:
- incostante e minore produzione di uova;
- maggiori infestazioni di malattie parassitarie e coccidiosi, con conseguente ricorso all'utilizzo di farmaci;
- condizioni ambientali con aumentati livelli di ammoniaca e polveri dovute ad una meno frequente rimozione delle deiezioni (per i capannoni con allevamento a terra);
- aumento di uova rotte, incrinate, sporche o deposte fuori dal nido.

## Allevamento di polli da carne

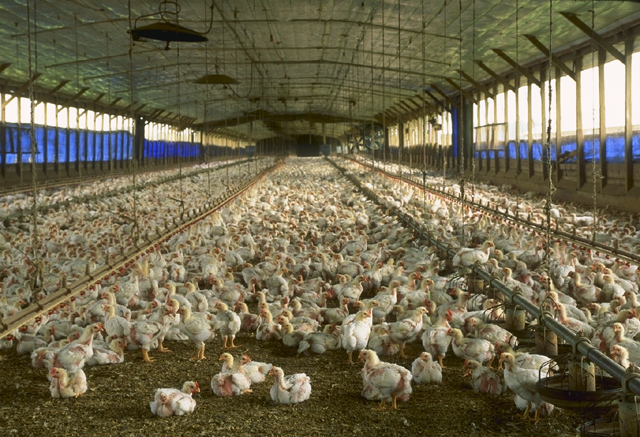
Polli da carne allevati a terra (USA)

A differenza delle ovaiole, i polli da carne sono generalmente ibridi commerciali allevati in modo convenzionale (oltre il 90%) a terra, in capannoni con una densità di 30–35 kg per m2, mantenendo i sessi separati.
Gli allevamenti alternativi, meno diffusi, sono basati sulle caratteristiche genetiche del pollo impiegato e non sulle modalità di allevamento visti in precedenza per le ovaiole. Essi sono:
- Controsessi - maschi da razze leggere
- Colorati - razze miste con peso inferiore a 1 kg
- Galletti - razze convenzionali macellate a 3 settimane di età (800 g circa)
- Label - marchio francese di qualità certificata
- Capponi - polli castrati a 6-7 settimane di età cosicché a maturità raggiungono un peso maggiore rispetto ai capi non castrati
- Pollanca - galline destinate all'ingrasso prima che abbiano deposto le uova, vengono generalmente sterilizzate mediante l'asportazione dell'ovaia.

Nell'allevamento di tipo biologico' i capannoni possono essere fissi o mobili. Quelli mobili, chiamati anche Arche, vengono periodicamente spostati su nuove aree per diminuire le parassitosi ed avere zone di terreno fresco e pulito sul quale razzolare.
In zone con clima temperato è possibile anche utilizzare un tipo di allevamento free-range, cioè all'aperto, dove i ricoveri sono costituiti da semplici tettoie.
Nell'allevamento intensivo convenzionale i pulcini di un giorno vengono sessati osservando la lunghezza delle penne remiganti primarie dell'ala rispetto alle piume. Nelle femmine le prime sono più lunghe delle seconde, mentre nei maschi sono lunghe uguali.
I pulcini divisi per sesso vengono quindi accasati in capannoni a ventilazione forzata e illuminazione controllata. Devono essere mantenute condizioni di temperatura, umidità e illuminazione ottimale in tutte le fasi di crescita. La luce naturale, se presente, viene incrementata con luce artificiale per aumentare il fotoperiodo giornaliero e favorire la rapidità di sviluppo.
I maschi crescono più rapidamente e raggiungono pesi maggiori rispetto alle femmine. La macellazione avviene al raggiungimento del peso desiderato così da avere:
- pollo leggero = femmine di 35-40 giorni e di 1,6-1,8 kg di peso commerciale
- pollo medio = maschi o femmine di circa 50 giorni e di 2,5 kg di peso commerciale
- pollo pesante = maschi di circa 60 giorni e di 3,5 kg di peso commerciale

## Allevamento biologico
Le forme di allevamento di tipo biologico prevedono una riduzione delle perdite produttive dovute a plumofagia (asportazione delle piume degli individui subordinati da parte dei dominanti), del cannibalismo e delle patologie connesse a tali lesioni per mezzo del rispetto della socialità della gallina, cercando di mantenere al minimo le aggressioni reciproche. La gerarchia è infatti stabilita attraverso l'"ordine di beccata", in cui gli animali dominanti beccano sulla testa i subordinati, se questi non rispettano le priorità per l'accesso al cibo o ai nidi.
Il termine "biologico" può intendersi sia per la qualità del becchime, che per il sistema di crescita dei capi d'allevamento, raramente entrambi i fattori sussistono.
In particolare si può osservare che una popolazione troppo numerosa comporta un elevato aumento di beccate, probabilmente a causa del fatto che gli animali hanno difficoltà a riconoscersi e devono verificare ogni volta il grado sociale. In conseguenza di questo gli animali feriti sono esposti a malattie e parassiti, che possono estendersi a tutto il gruppo.
Gli allevatori, per ridurre col minimo sforzo tale fenomeno, risolvono la questione troncando il becco dei polli (debeccaggio), effettuato senza anestesia, quando hanno pochi giorni di vita.
Per motivi simili, oltre a mantenere i capi in unità separate, è opportuna la presenza di un esemplare maschio (gallo) ogni dodici femmine.
Sottoprodotto della pollicoltura è la pollina, ossia le deiezioni del pollame. Per il suo alto contenuto in azoto la pollina è (previo trattamento di compostaggio per abbattere l'ammoniaca) un ottimo fertilizzante biologico.

## Razze e ibridi
Le razze di pollo diffuse fino a qualche decennio fa sono oggi utilizzate solo in settori di nicchia e in qualche allevamento amatoriale. Per gli attuali allevamenti intensivi si utilizzano ibridi (broiler), cioè incroci derivati da 4-5 linee di razze pure che hanno portato alla generazione di polli a rapido accrescimento. Rispetto ai circa 3 mesi richiesti in passato per raggiungere la maturità di macellazione di un pollo, oggi gli ibridi raggiungono lo stesso peso in un mese. 
Gli ibridi maggiormente utilizzati sono:
- Ross 308,508,708
- Cobb 500

## Condizioni di allevamento
Gli allevamenti devono essere mantenuti in adeguate condizioni igieniche per prevenire infestazioni di coccidiosi, acaro rosso e numerosi parassiti interni, spesso nocivi anche per l'uomo.
I ritmi forzati di due ore alternate veglia/sonno servono a incentivare la produzione. Molti allevatori rincarano il ritmo tenendo gli animali a luce accesa per 24 ore al giorno. I programmi luce sono stati modificati molti allevatori seguono un programma con 16 ore di luce e 8 ore di buio continuo.
La detenzione del pollame quando viene trasportato alla vendita o al macello è costituita da un elevato numero di animali per gabbia, che in molti casi vengono feriti e fratturati per la violenza della manipolazione, se presi per le ali torte, le zampe, il collo. Le parti fratturate o lesionate non possono essere vendute, quindi vanno a gravare sui bilanci aziendali, da qui la necessità di ridurle al minimo possibile.
Tutti gli antibiotici promotori della crescita sono banditi dal territorio della Comunità europea; L'utilizzo di antibiotici è pratica perfettamente legale entro certe percentuali e sotto il controllo veterinario, considerata anche l'eventualità per cui si possa verificare una resistenza all'antibiotico di chi si nutre di tale pollame.
La legge impone degli obblighi di rispetto dei tempi di sospensione degli antibiotici e controlli dei veterinari delle AASL, a garanzia delle carni prodotte.
Una normativa precisa e particolareggiata sui criteri di allevamento per pollame è in recepimento in Italia.